# Хорхе Македа
Хорхе Македа Пењо (шп. Jorge Maqueda Peño; Толедо, 15. март 1988) шпански је рукометаш и репрезентативац који тренутно игра за мађарског прволигаша Веспрем на позицији десног бека.

## Клупска каријера
Професионалну каријеру започео је 2005. године у Барселони, док је у Шпанији још играо за Алкобендас и Арагон одакле је 2012. године прешао у француски Нант. Највеће успехе Македа је остварио са македонским Вардаром за који је играо у периоду од 2015. до 2018. и са којим је освојио ЕХФ Лигу шампиона 2017. године. На лето 2018. потписао је за мађарски Пик Сегед у којем се заджао до 2020. када је прешао у Веспрем.

## Репрезентативна каријера
За сениорску репрезентацију Шпаније дебитовао је 2010. године са којом је освојио злато на Светском првенству 2013. године у Шпанији и на Европском првенству 2020. које се играло у Шведској, Аустрији и Норвешкој. Такође, освојио је и бронзу на Светском првенству 2011. у Шведској и 2021. у Египту те сребро на Европском првенству 2016. у Пољској и бронзу 2014. у Данској.